# Goessnitz
Goessnitz (en alemán: Gößnitz), es un municipio alemán, con la categoría de ciudad  (en alemán: Stadt)  perteneciente al  Estado Libre de Turingia (en alemán: Thüringen), uno de los dieciséis estados federados (se denominan así pero no son estados) que conforman la República Federal de Alemania.

## Organización político-administrativa

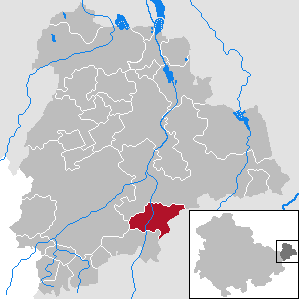
Ubicación de la ciudad en su distrito.

Desde la reforma administrativa del 1 de julio de 1994, el Estado federado de Turingia se compone de 17 distritos rurales (Landkreis), así como de 6 ciudades independientes que forman su propio distrito urbano (kreisfreie Städte).
La ciudad de Goessnitz forma parte del distrito de Altenburgo (en alemán: Landkreis Altenburger Land), formado por 5 ciudades, 3 municipios y 5 agrupaciones admistrativas.
Dentro del distrito, la ciudad no forma parte de ninguna mancomunidad (Verwaltungsgemeinschaft), pero su municipio ejerce las funciones de una mancomunidad para los vecinos municipios de Heyersdorf y Ponitz.

## Geografía
Es la ciudad más oriental de Turingia y la más meridional de la comarca de la ciudad de Altenburgo, actual capital del distrito.
Su término linda al norte con Nobitz, al sur con Ponitz, al este con el  Estado Libre de Sajonia y al oeste con Schmölln.

### Localidades
En su territorio se incluyen las pedanías de Hainichen, Koblenz, Naundorf, Nörditz y Pfarrsdorf.

### Demografía
El 31 de diciembre de 2013 contaba con una población de 3.581 habitantes, de los cuales eran 1.736 hombres y 1.845 mujeres.

## Patrimonio

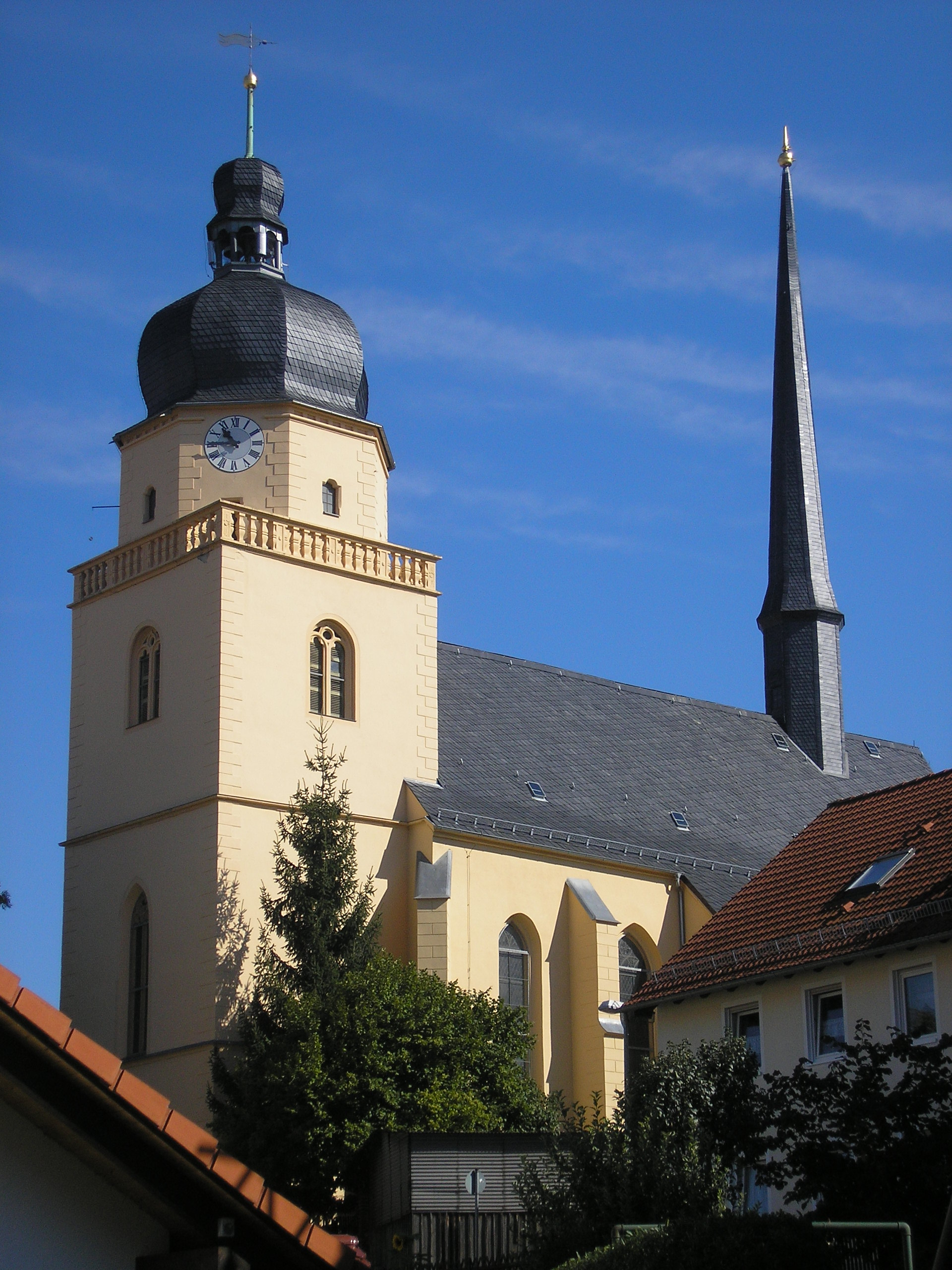
Iglesia de Santa Ana.

- Iglesia evangélica de Santa Ana (Stadtkirche St. Annen). Construida en estilo gótico tardío representa un ejemplar único en la región por su planta en  forma modificada de una cruz griega.[6]

La primera piedra se coloca el 3 de mayo de 1491 siendo inaugurada  el 27 de diciembre de 1494.
La cúpula bulbosa (Zwiebelturm) fue añadida en 1741, junto con la linterna, ambas de estilo barroco.
Entre los años 1899 y 1900, la iglesia fue reconstruida con elementos de estilo  neo-gótico.
Su primer órgano data de  1660.

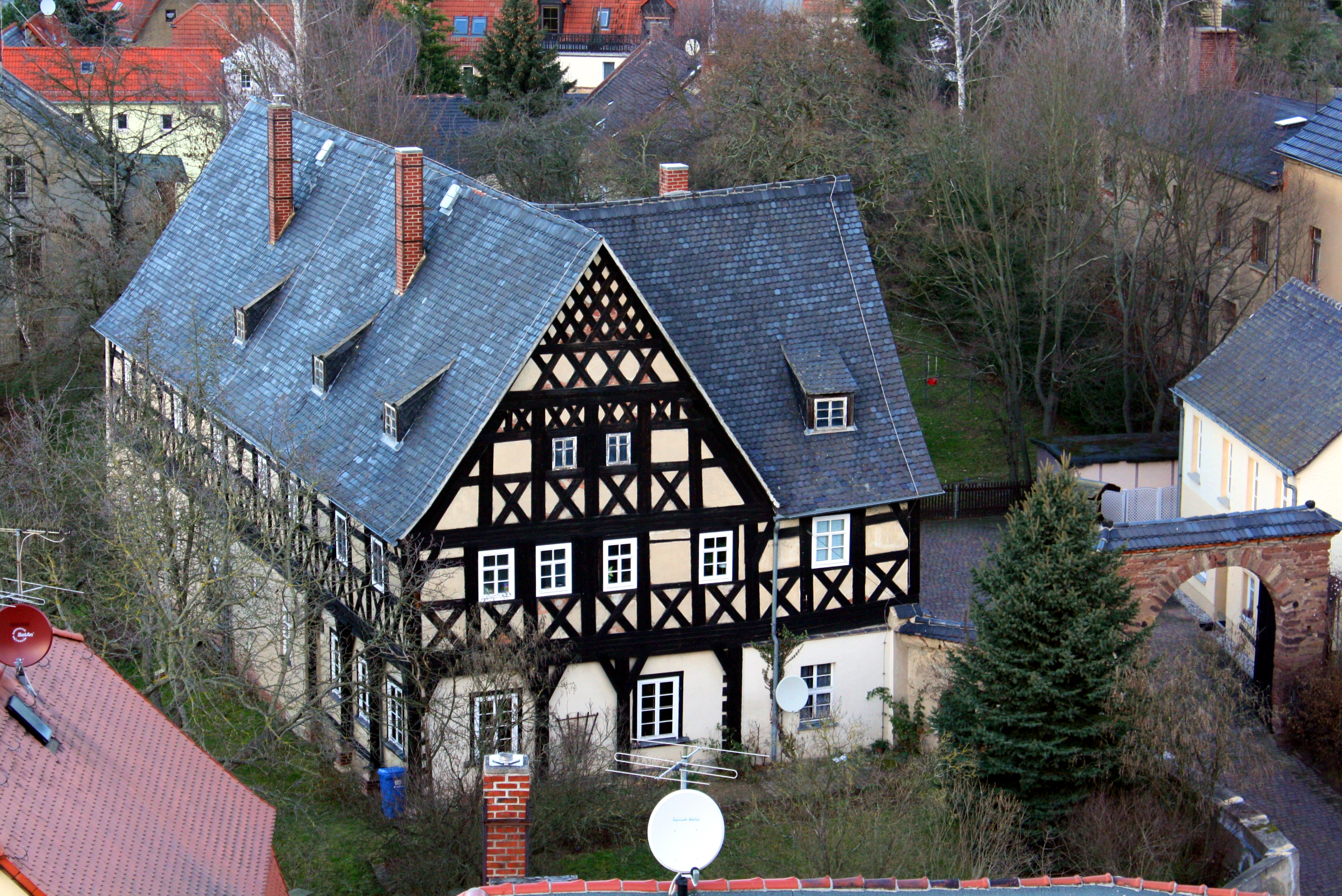
Vicaría.

- Casas con entramado de madera (Timber framing): casa rectoral o vicaría.